# Adriano Espaillat
Adriano de Jesús Espaillat Cabral (Santiago, Dominikai Köztársaság, 1954. szeptember 27. –) amerikai demokrata politikus, 2017 óta New York állam 13. választókerületének képviselője az Egyesült Államok képviselőházában.

## Életpályája
9 éves volt, amikor szüleivel bevándoroltak az Egyesült Államokba; New York városának Washington Heights nevű kerületében nőtt fel. 1974-ben végezte el a gimnáziumot a Bishop Dubois High Schoolban, alapfokozatú diplomáját pedig a New York-i Queens College-ban szerezte politikatudomány szakból 1979-ben. Később posztgraduális kurzusokon is részt vett a New York Egyetemen és a Rutgers Egyetemen.
Ezután, 1980-ban, Espaillat csatlakozott a NYC Criminal Justice Agency nevű nonprofit szervezethez, amelynek tagjaként nyolc évig tárgyalás előtti jogi szolgáltatásokat segített biztosítani olyanoknak, akik ezt maguknak nem tudták megengedni. Később dolgozott a Washington Heights Victims Services Community Office igazgatójaként is, ahol gyilkosságok és hasonló bűncselekmények áldozatainak családjainak nyújtott segítséget és tanácsadást. 1986 és 1991 között tagja volt a Community Planning Board 12-nek, ahol sikeresen képviselte az albérlők jogait, továbbá megemeltette a rendőrök mennyiségét a körzetben.
Először 1996-ban választották be Espaillatot New York állam törvényhozásának alsóházába, ahol 2010-ig szolgált. Ő volt az első dominikai-amerikai valaha, akit beválasztották egy állam törvényhozásába; 2002-ben megválasztották a Fekete, Puerto Rico-i, Hispán és Ázsiai Kaukusz elnökének. 2010-ben megválasztották New York állam törvényhozásának felsőházába, a szenátusba; a republikánus Sapaskis ellen győzedelmeskedve megszerezte a szavazatok 84 százalékát. Amíg itt szolgált, vezetője volt mind a Puerto Ricó-i/Latino Kaukusznak, mind a lakhatással és közösségi fejlesztéssel foglalkozó kaukusznak. 2012-ben, 2014-ben és 2016-ban indult New York állam 13. körzetének képviselőségéért az országos törvényhozás alsóházában, de az első két alkalommal próbálkozásai sikertelenek voltak. 2016-ban megfordult a szerencséje; az előválasztást megnyerte mintegy 8 párttársa, az általános választást pedig a republikánus Evans ellen, megszerezve a szavazatok 89 százalékát. Azóta háromszor választották újra a posztra, 2018-ban, 2020-ban, és 2022-ben.

## Politikája
A kongresszusi alsóházban Espaillat tagja a szövetségi kormány pénzköltését szabályozó bizottságának, valamint a költségvetéssel foglalkozó bizottságnak. Tagja még a Kongresszusi Progresszív Kaukusznak, mely politikailag progresszív politikusok csoportja.
Kampánya szerint a képviselő nagy szószólója a polgári, így az LMBTQ-jogoknak is, az állami oktatás fejlesztésének, az egészségügynek, mint jognak, támogatja a lakhatás elérhetőbbé tételét, valamint a közösségi vélemények nagyobb térnyerését.